# Château La Tour Blanche
Koordinaten: 44° 32′ 34,1″ N, 0° 21′ 2,5″ W

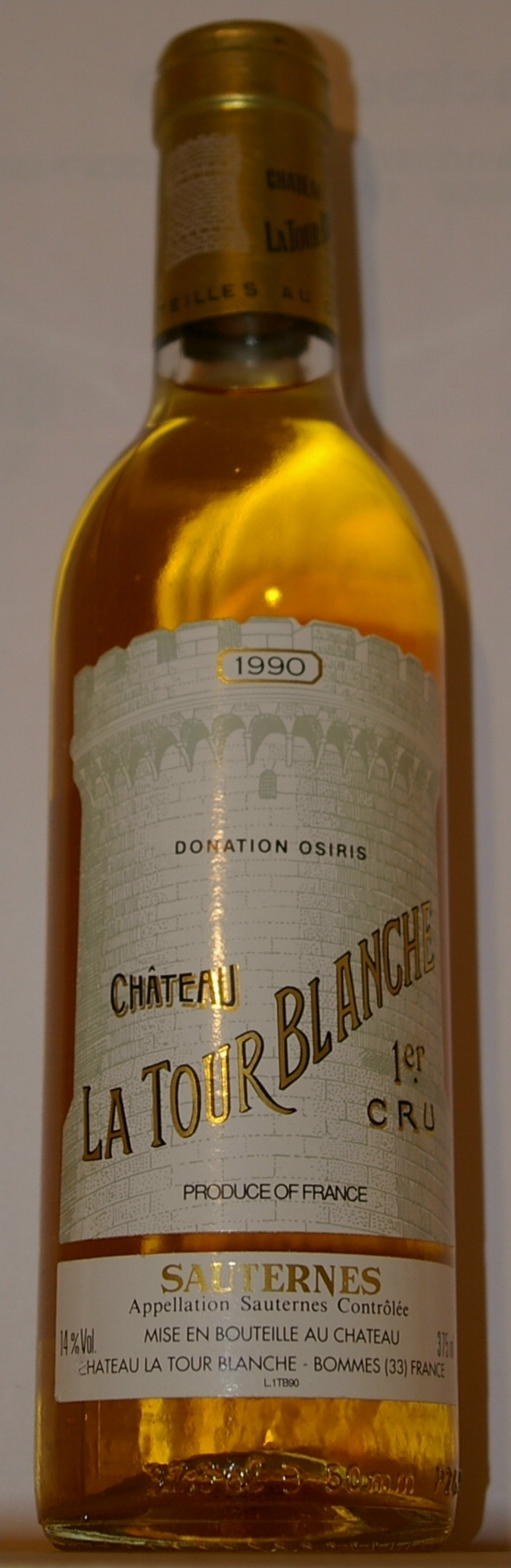
Eine kleine Flasche des Jahrgangs 1990

Das Weingut Château La Tour Blanche liegt in der Gemeinde Bommes, einem Teil der Appellation Sauternes in der Weinbauregion Bordeaux. Bei der Bordeauxwein-Klassifizierung von 1855 wurde es als „Premier Cru Classé“ klassifiziert und damals auf den zweiten Platz hinter Château d’Yquem eingestuft. Das 70 Hektar große Gut verfügt über 40 Hektar Rebfläche sowie ausgedehnte Pappel und Pinienbestände. Die Fläche fällt im Westen hin zum Fluss Ciron ab.
Von den 40 Hektar Rebfläche sind 36 Hektar für die Appellation AOC Sauternes und 4 Hektar für Rotwein zugelassen. Die Rebsorten sind zu 82 % auf die Sorte Sémillon, 12 % auf Sauvignon Blanc und 6 % Muscadelle aufgeteilt. Die Lese erfolgt per Hand in fünf bis sechs Lesegängen, um die edelfaulen Beeren zu selektionieren. Der Wein reift 20–24 Monate in neuen Barriques. Jährlich werden ca. 40.000 Flaschen vermarktet.
In den Jahren 1992, 1993 und 2000 wurde kein Wein abgefüllt, da er dem Qualitätsstandard des Guts nicht entsprach.
Der Zweitwein heißt Les Charmilles de Tour Blanche. Daneben werden noch Weine mit den Namen Isis, Osiris und der Rotwein Cru du Cinquet vermarktet.
Im Jahr 2008 schlossen sich neben Château La Tour Blanche noch 16 Weingüter des Bordeaux, darunter so namhafte wie Château d’Yquem, Château Olivier und Château Suduiraut in einem Gemeinschaftsprojekt zusammen, mit dem Ziel, bei knapper werdendem Rebmaterial eigene Klone nachzuziehen.

## Geschichte
Im letzten Viertel des 18. Jahrhunderts wurde das Gut von Herrn Latour Blanche gegründet, der dem Gut seinen Namen gab und ebenfalls das heute noch bekannte Gutsgebäude bauen ließ. Wegen der Französischen Revolution wurde das Weingut an Pierre Pécherie überschrieben. Der Legende nach war es noch vor dem Château d’Yquem das erste Weingut in Sauternes, das edelsüße Weine herstellte. Der damalige deutschstämmige Besitzer Frederic Focke, der das Gut im Jahr 1815 erwarb, soll ab 1836 mit dem Verfahren der Beerenauslese experimentiert haben, so wie er es von den großen Gewächsen vom Rhein her kannte. Durch die berühmten Weinverkostungen von Hardy Rodenstock in den Jahren 1985 und 1987 wurde suggeriert, dass die Jahrgänge 1784 und wahrscheinlich auch schon der Jahrgang 1747 von Château d’Yquem edelsüße Weine waren. Die Echtheit dieser Flaschen wird jedoch angezweifelt. Ab 1862 wurde das Gut von Fockes Erbe Maître de Bordeaux sowie dessen Geschäftspartner Mermann, einem Weinhändler verwaltet.
Der spätere Eigentümer Daniel Iffla, auch Osiris genannt (dieser Name steht heute noch auf dem Etikett), vermachte das Weingut 1909 dem französischen Staat unter der Bedingung, dass der Staat auf diesem Gelände eine Weinbaufachhochschule, die École de Viticulture et d’Œnologie de la Tour Blanche errichtet. Das Gut steht noch heute unter der Verwaltung des Landwirtschafts-Ministeriums.